# Delahaye Type 235
Delahaye Type 235 — розкішний автомобіль, що випускався з 1951 по 1954 рік французьким автовиробником Delahaye.

## Історія

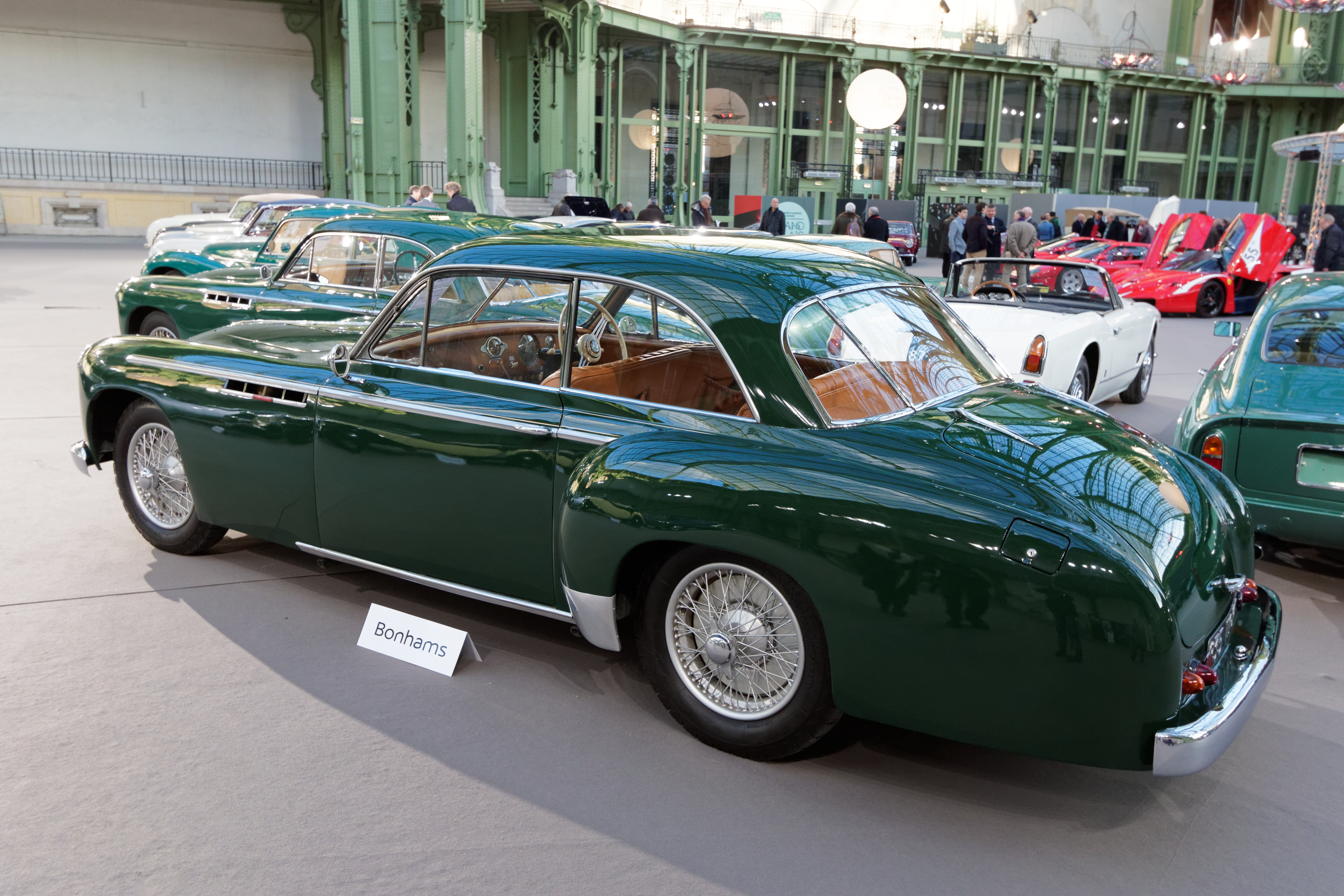

Це була остання модель Delahaye, представлена як оновлена версія старого та славного 135. Однак версія MS 135 залишалася на ринку, тоді як решта версій були замінені на 235. Шасі було таким самим, як і у 135, як і механіка, серцем якої був класичний рядний 6-циліндровий двигун об'ємом 3557 см3. Цей двигун, який у 235 забезпечував максимальну потужність 152 к.с., що на 7 к.с. більше, ніж у топової версії 135, яка все ще була на ринку, також використовувався.
Незважаючи на обґрунтованість проєкту та отриманий автомобіль, 235 не мав особливого успіху та остаточно поставив французького виробника на коліна, якого невдовзі придбала компанія Hotchkiss у 1954 році, коли 235 також було знято з виробництва. Спеціальну версію моделі 235 створив дизайнер Феліче Боано для кузовного цеху Ghia.